# Frithiof Flodin
Frithiof Flodin, född 10 mars 1828 i Vasa i Storfurstendömet Finland, död 7 december 1921 i Helsingfors i Finland, var ett finlandssvenskt statsråd och Finlands kejserliga senats finansexpeditions kamrer.

## Karriär
Frithiof Flodins föräldrar var Vasa läns lanträntmästare Johan Ulrik Flodin (1789–1834) och Gustava Sofia Thitz. Flodin gick i Vasa trivialskola och han avlade studenten i Helsingfors år 1846. I Helsingfors avlade Flodin högre kameralexamen år 1859 och domarexamen 1852. Flodin fungerade som hovrättsauskultant vid Åbo hovrätt år 1852.
Från och med 1851 tjänstgjorde Flodin som kammarskrivare vid senatens finansexpedition. År 1855 började han arbeta som kammarskrivare för Krigskommissariatet för aktiva armén i Finland, och från och med 1857 var Flodin verksam som kopist för senatens finansexpedition. År 1858 blev Flodin finansexpeditionens andre kammarförvant. År 1860 utsågs Frithiof Flodin till Uleåborgs läns landskamrerare, och mellan 1874 och 1900 arbetade han som kamrer vid finansexpeditionen. Samtidigt var Flodin statens ombudsman i Föreningsbanken i Finland, en karriär som började 1886. Flodin utnämndes till kammarråd 1873, statsråd 1885 och verkligt statsråd 1897.

## Privatliv
År 1864 gifte Frithiof Flodin sig med Fanny Virginia Basilier. Deras barn var tullförvaltaren i Kuopio Karl Alexander Flodin (1866-1945), pianisten Fanny Flodin-Gustavson (1868-1954), sångaren Ida Flodin (1870-1957) och konstnären Hilda Flodin (1877-1958). Flodin är begraven på Sandudds begravningsplats i Helsingfors.